# Gare de Bruxelles-Tour et Taxis
Ne doit pas être confondu avec la gare voyageurs de Tour et Taxis (anciennement gare de Pannehuis)
La Gare Maritime, autrefois appelée gare de Bruxelles-Tour et Taxis, est une ancienne gare ferroviaire belge de la ligne 28/A de Y Pannenhuis à Bruxelles-Tour & Taxis, située sur le site actuel de Tour et Taxis, près du canal de Willebroeck, dans le quartier Laeken à Bruxelles.

## Situation ferroviaire
Établie à 19 mètres d'altitude, la gare de Bruxelles-Tour et Taxis est située au point kilométrique 1,4 de la ligne 28/A de Y Pannenhuis à Bruxelles-Tour & Taxis (fermée), court embranchement, situé au PK 2,2 de la ligne 28 de Schaerbeek à Bruxelles-Midi entre l'ancienne gare de Laeken et la nouvelle gare voyageurs Tour et Taxis.

## Histoire
À la fin du XIXe siècle, l'avènement du port de Bruxelles va de pair avec de nouvelles installations ferroviaires.
En 1910, le roi Léopold II de Belgique inaugure un ensemble composé d'une gare maritime avec services de douanes et d'un entrepôt royal pour l'entreposage des biens reçus ou à expédier.
Moins d'un siècle plus tard, l'avènement du transport par camion, du conteneur et l'effacement des frontières intraeuropéennes ont rendu ces installations inutiles.
Les surfaces ainsi libérées représentent une ressource rare dans une ville en manque d'espace. Un nouveau quartier est donc projeté sur les 4 hectares libérés par les voies.

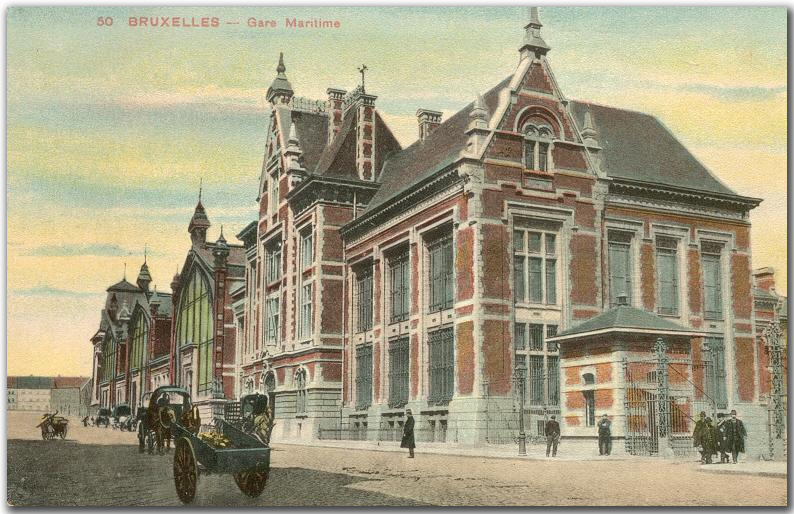
Gare Maritime depuis la rue Picard, vers 1900.
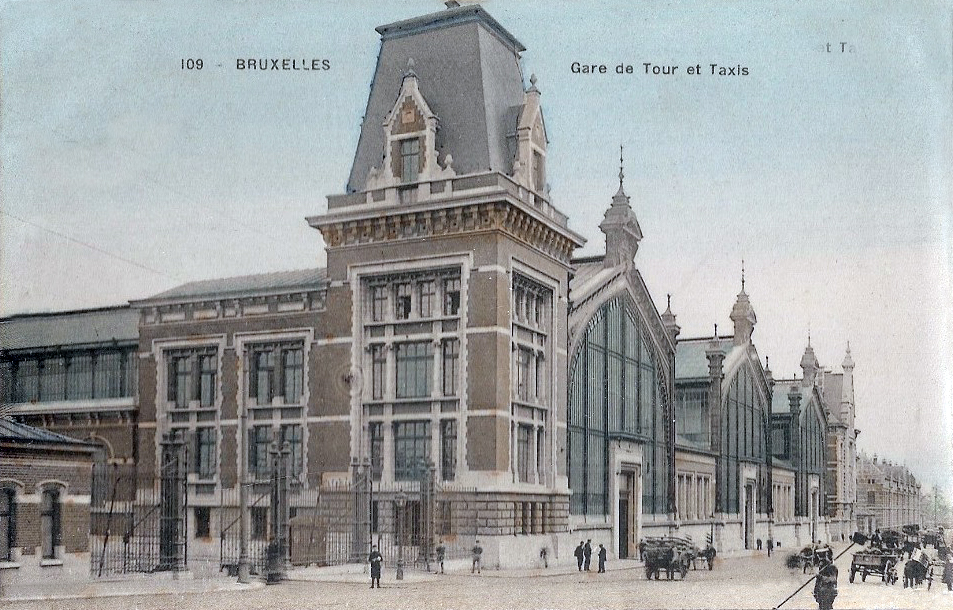
Bâtiments vers 1910.
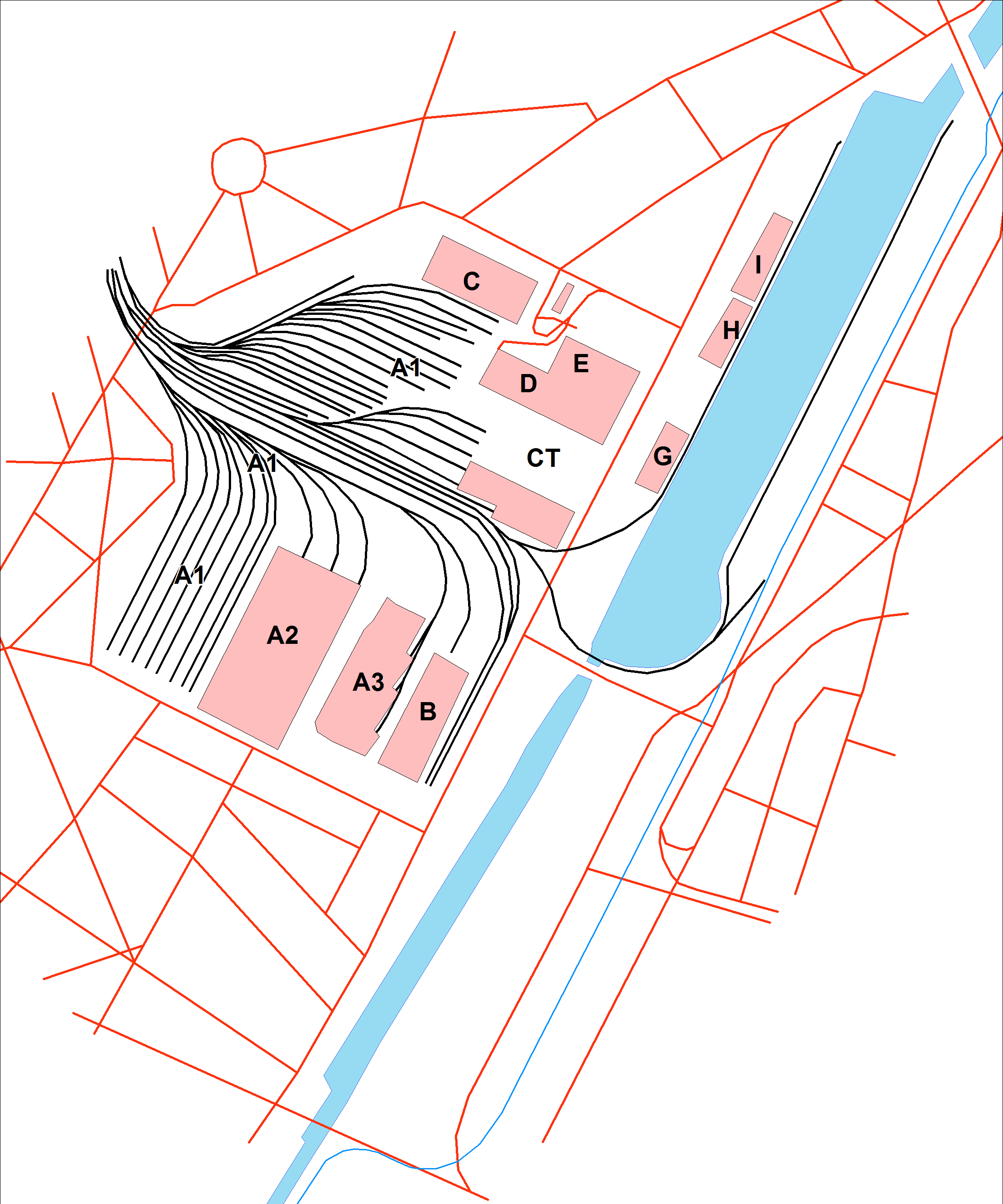
Plan des voies.

## Patrimoine ferroviaire

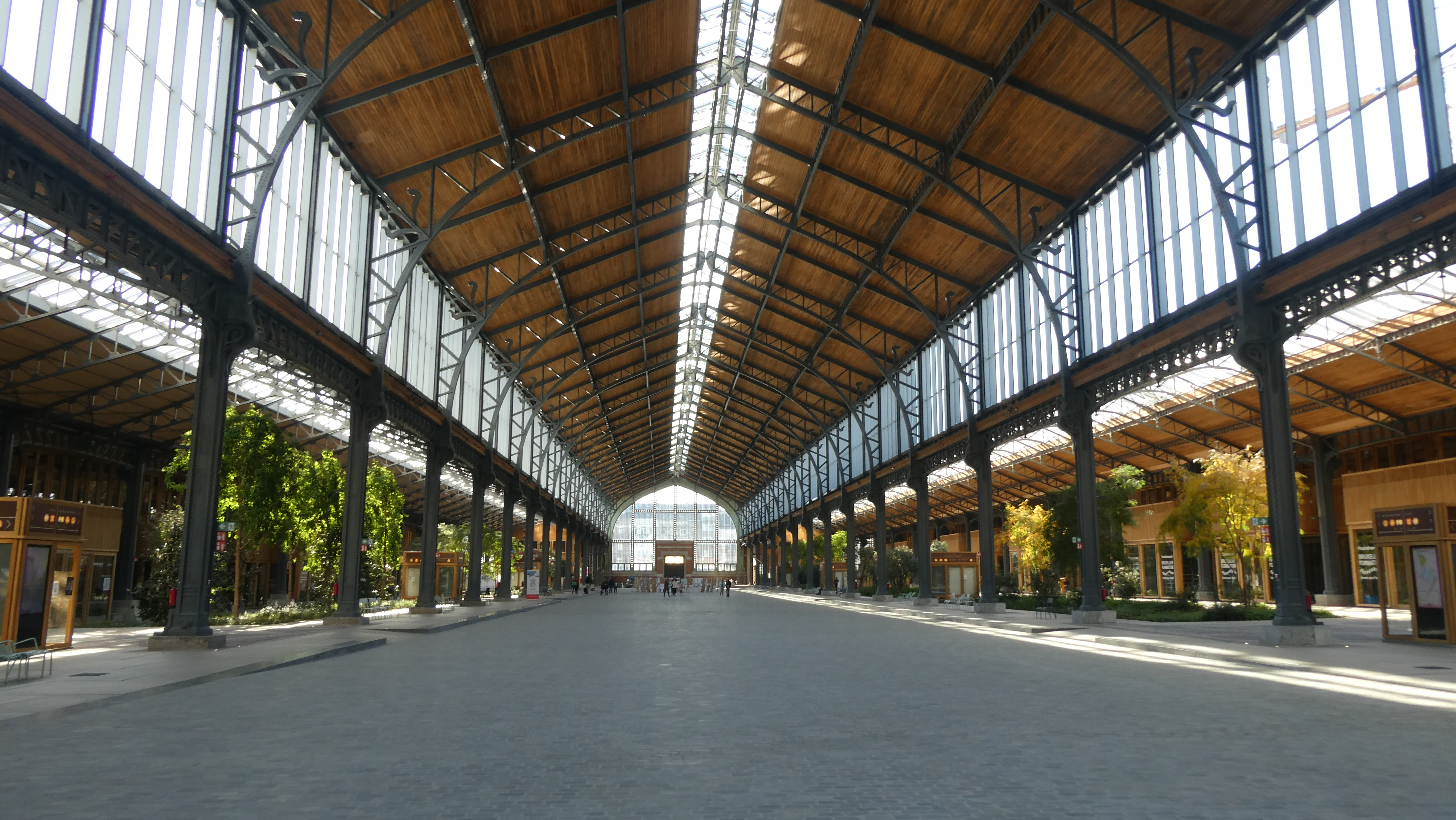
Après rénovation...
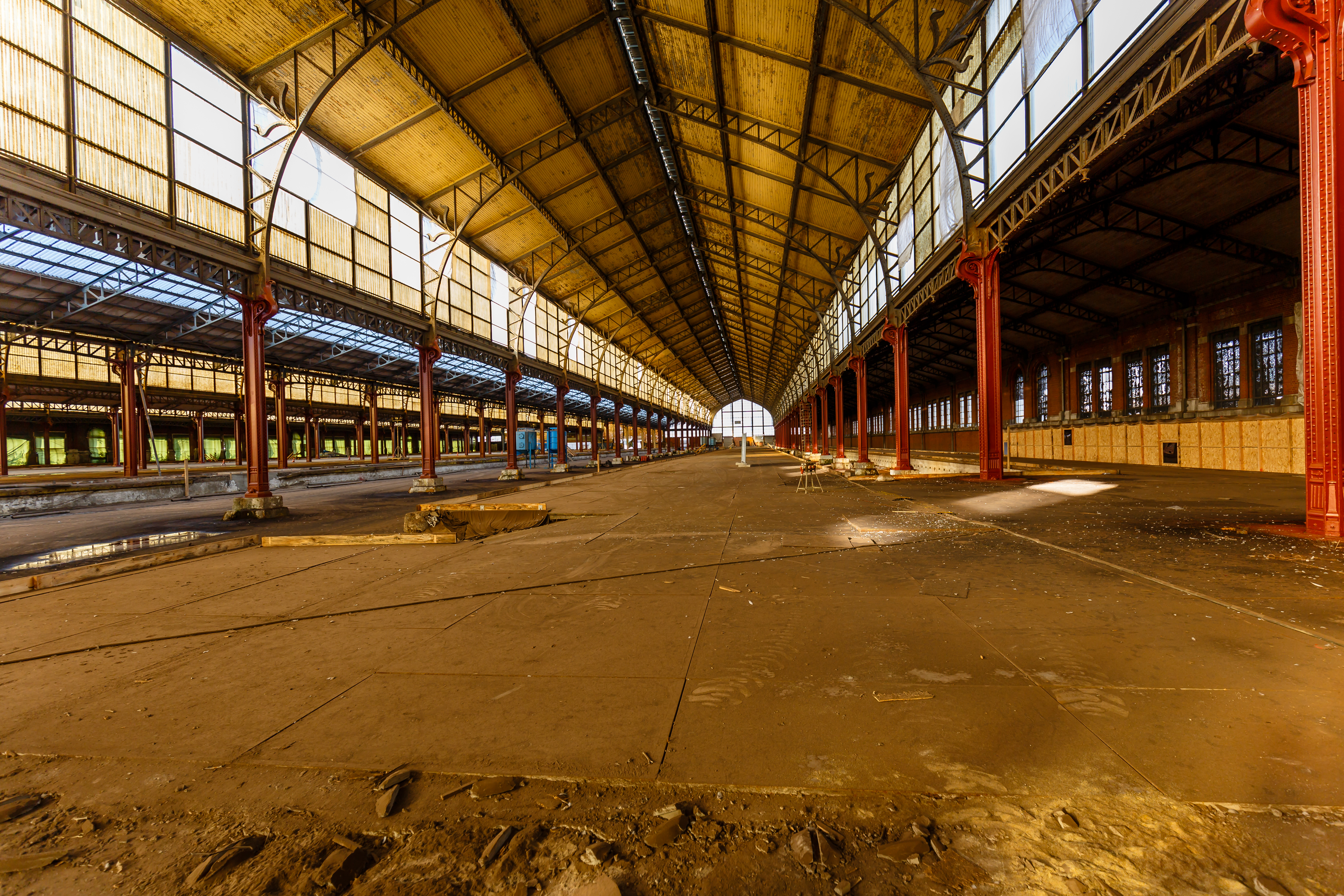
... et pendant.
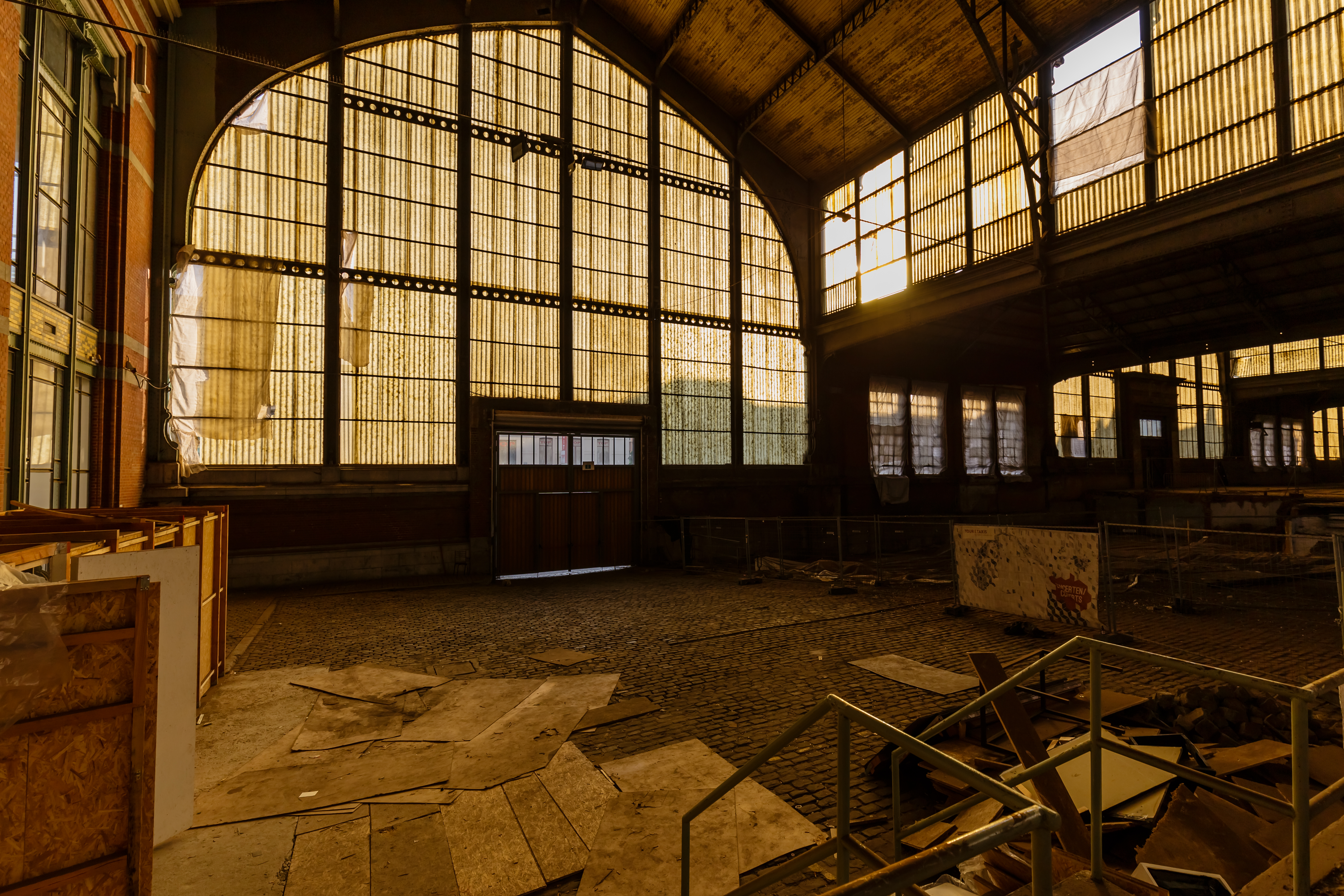
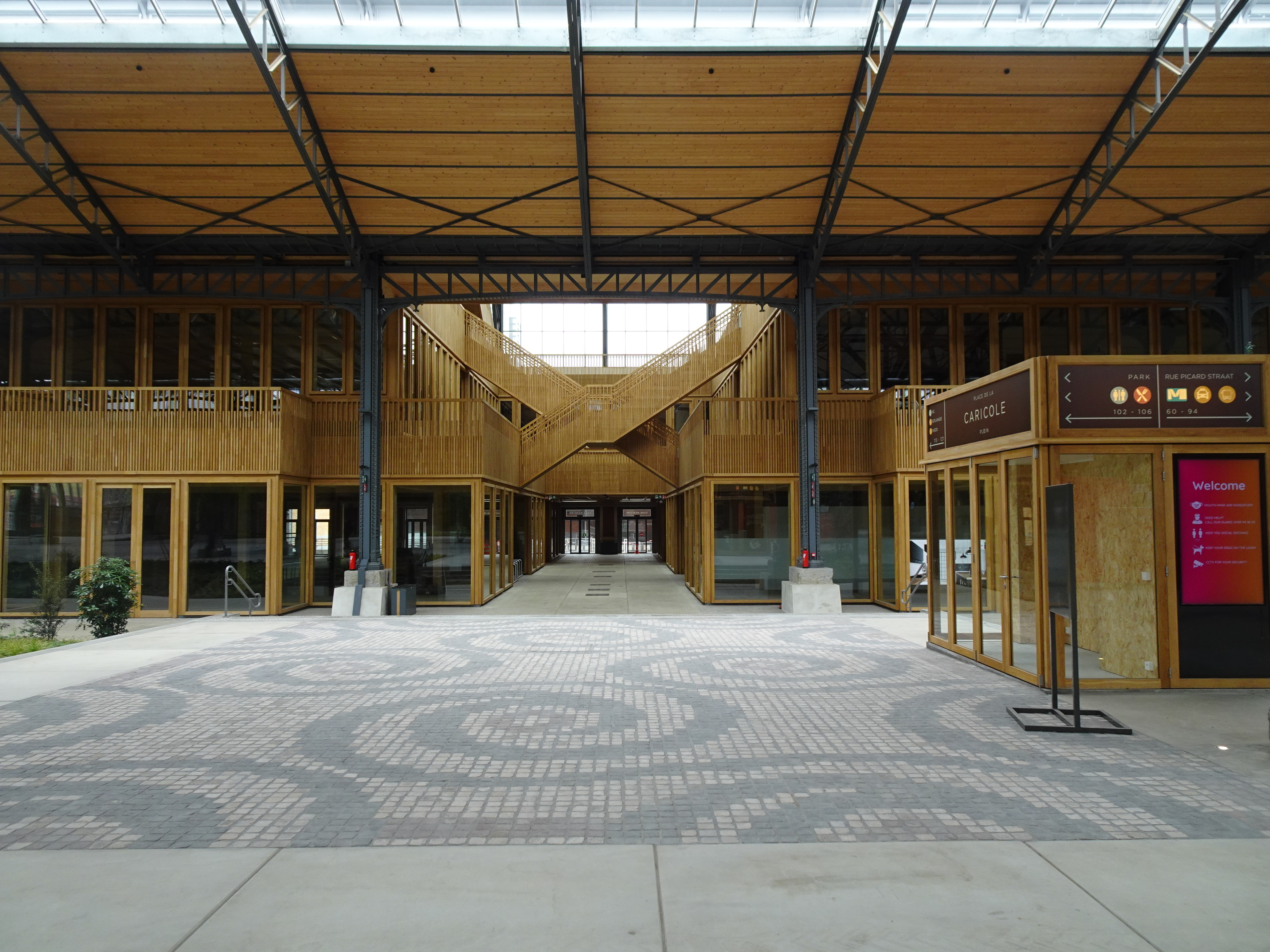
Magasins et bureaux sous les halles latérales.
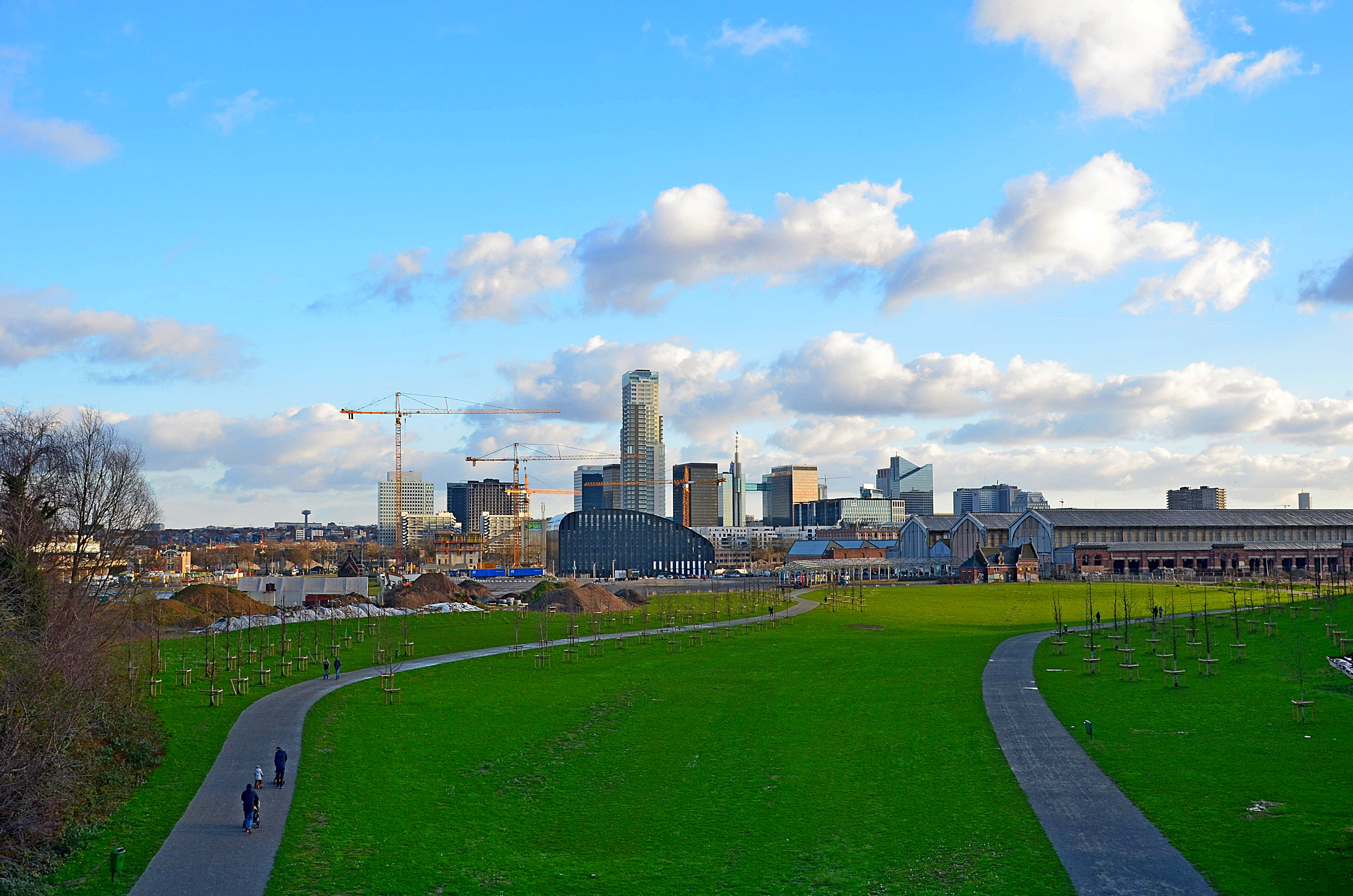
Ancien emplacement des faisceaux de voies.